# Hyvinkää
Hyvinkää est une ville du Sud de la Finlande dans la région d'Uusimaa et la province de Finlande méridionale. Elle fait partie de l'agglomération d'Helsinki, dont le centre-ville est distant de tout juste 50 kilomètres (40 minutes en train).

## Géographie

### Localisation
Hyvinkää, traversée par la rivière Vantaa, est bordée par les municipalités et villes suivantes :
- Uusimaa : Mäntsälä à l'est, Tuusula et Nurmijärvi au sud, Vihti à l'ouest ;
- Kanta-Häme : Loppi au nord-ouest, Riihimäki et Hausjärvi au nord.

On y trouve une station de ski, la plus grande à proximité d'Helsinki, même si le dénivelé de la colline de Kulomäki n'est que de 85 mètres. La station est nommée Sveitsi (la Suisse, humour finlandais).

### Eaux
Hyvinkää compte six lacs de plus de 100 hectares: Hirvijärvi (fi), Suolijärvi (fi), Kytäjärvi (fi), Sykäri (fi), Ridasjärvi (fi) et Sääksjärvi (fi).
Il a ausi 49 lacs dont la superficie est comprise entre 0,10 hectare et 50 hectares.
Le fleuve Vantaanjoki traverse Hyvinkää du nord au sud sur environ 20 kilomètres, il traverse le Salpausselkä dans le village d'Hyvinkäänkylä.
La rivière Keravanjoki part du lac Ridasjärvi et s'écoule sur dix kilomètres du nord au sud dans l'Est d'Hyvinkää.

### Espaces naturels protégés
Il y a quinze réserves naturelles à Hyvinkää (2010).
Elles couvrent une superficie totale de 1 012 hectares (2009), soit 3% de la superficie de la municipalité.
Les plus grandes zones protégées sont la réserve naturelle de Kytjä (295 ha), Järvisuo-Ritassaarensuo (250 ha), Ridasjärvi (175 ha), Matkunsuo (103 ha), Sveitsinpuisto (96 ha) et Antinlempi (15,5 ha).
Le réseau Natura 2000 comprend la zone forestière de Kytäjä-Usmi (2266 ha), Kalkkilammi-Sääksjärvi (976 ha, en partie à Nurmijärvi), Järvisuo-Ridasjärvi (686 ha), Petkelsuo (284 ha), Kivilamminsuo - Pitkärvi (220 ha) de Mänts) et Mustasuo (214 ha, la plus grande partie à Hausjärvi).

## Histoire

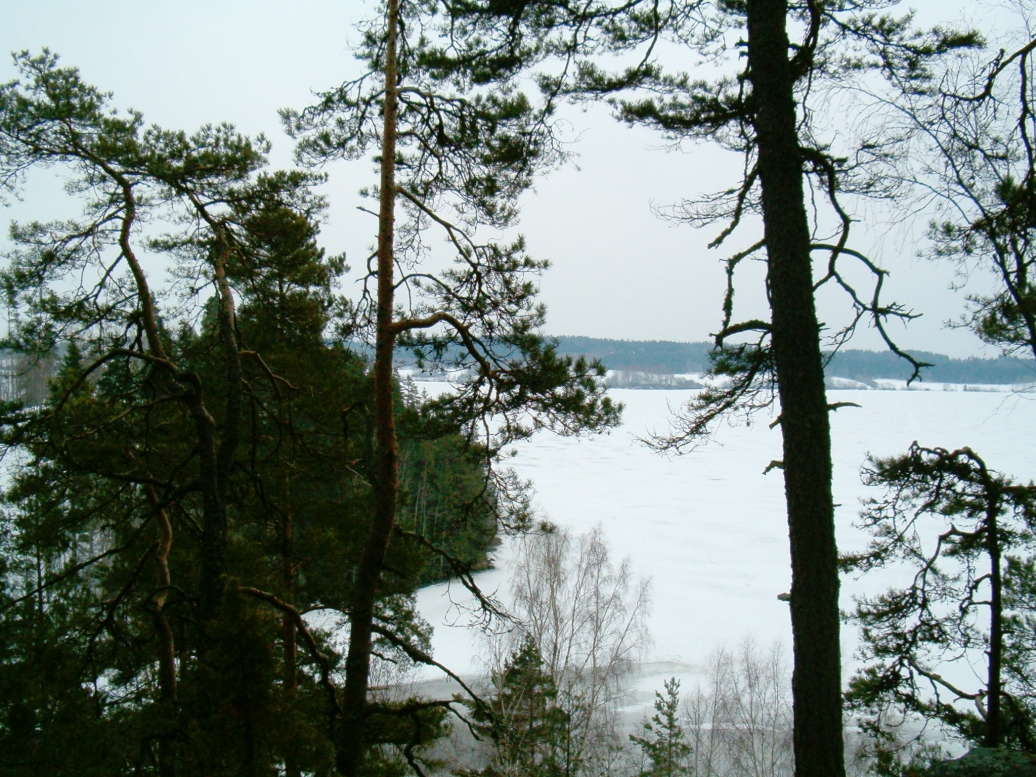
Lac Kytäjärvi en hiver, Hyvinkää.

La première mention du lieu date du XVIe siècle, mais Hyvinkää connaît un décollage spectaculaire lors de la construction de la première ligne ferroviaire de Finlande entre Helsinki et Hämeenlinna dans les années 1860. Elle est alors la gare qui marque la mi-parcours. Son importance croît encore lorsqu'elle devient un nœud ferroviaire avec l'ajout en 1872 à la première ligne d'une ligne vers le port de Hanko. La gare de Hyvinkää voit ainsi passer la plupart des migrants à destination de l'Amérique du Nord au début du XXe siècle.
Dès la fin du XIXe siècle, la position privilégiée de la ville permet un net développement de l'industrie. Aujourd'hui, Hyvinkää reste une ville largement industrielle.
Hyvinkää était connu comme lieu de villégiature au début du XXe siècle.
La ville était fréquentée par la noblesse russe qui venait se promener parmi les forêts de pins, réputés bons pour la tuberculose.
Entre autres, la poète finlandaise Saima Harmaja et la poète russe Anna Akhmatova sont venues se reposer au sanatorium.
La peintre finlandaise Helene Schjerfbeck a également habité la ville pendant 20 ans avec sa mère, Olga.

## Paysage urbain

### Architecture

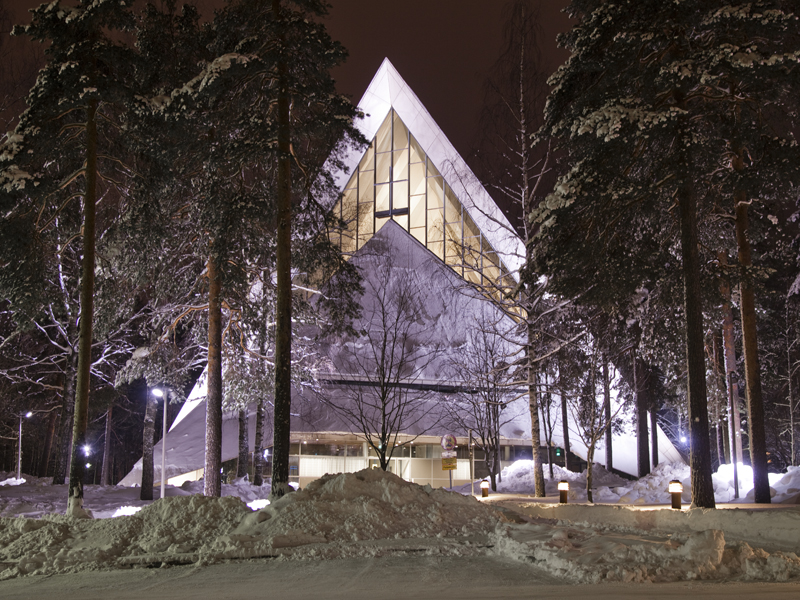
L'église d'Hyvinkää.

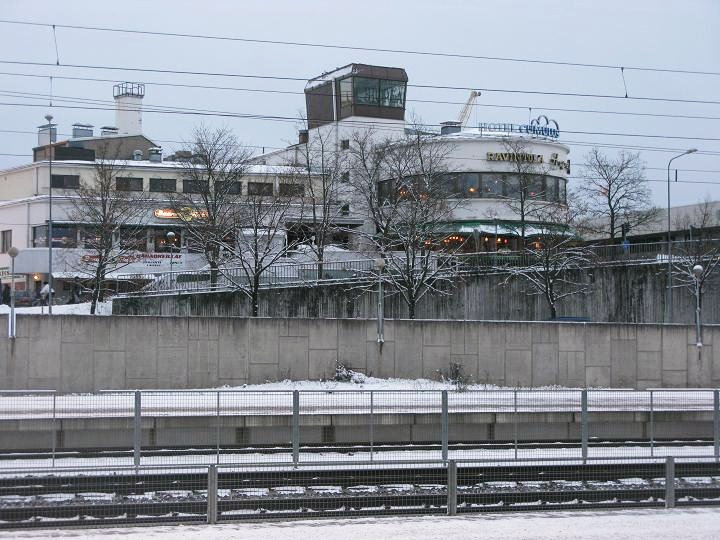
Ykköskortteli.

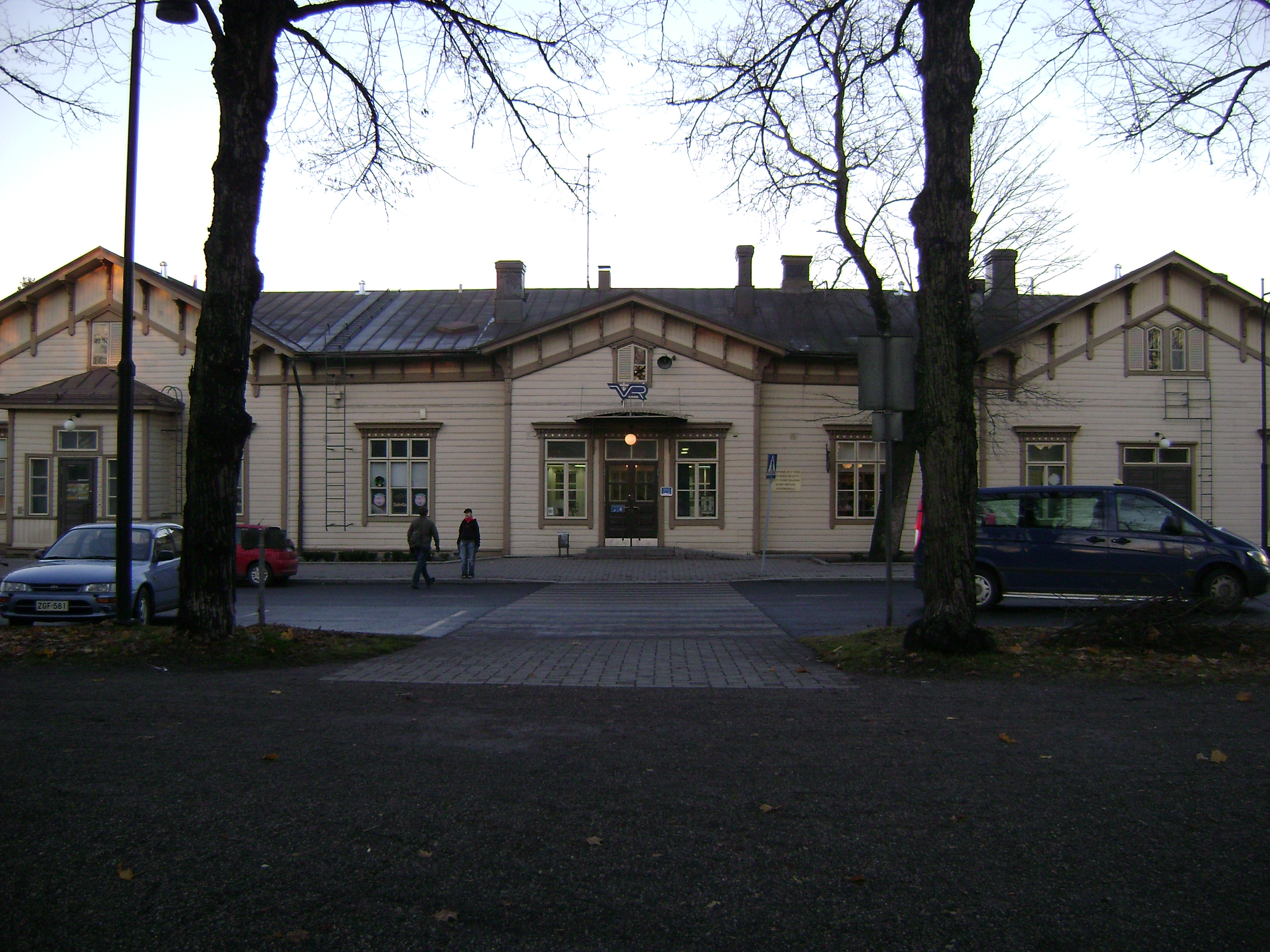
Gare de Hyvinkää.

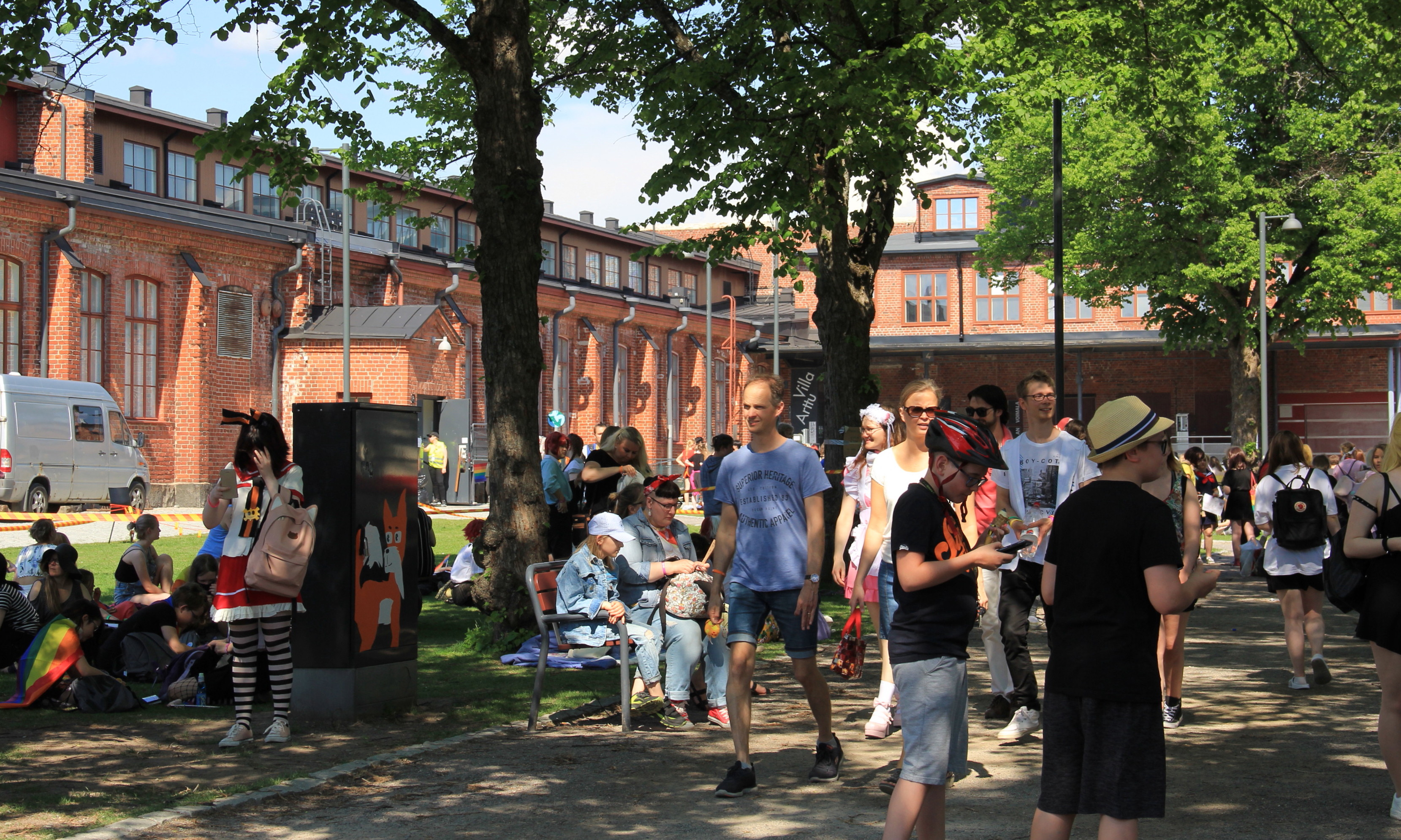
Hypecon 2019 à l'ancienne usine de laine.

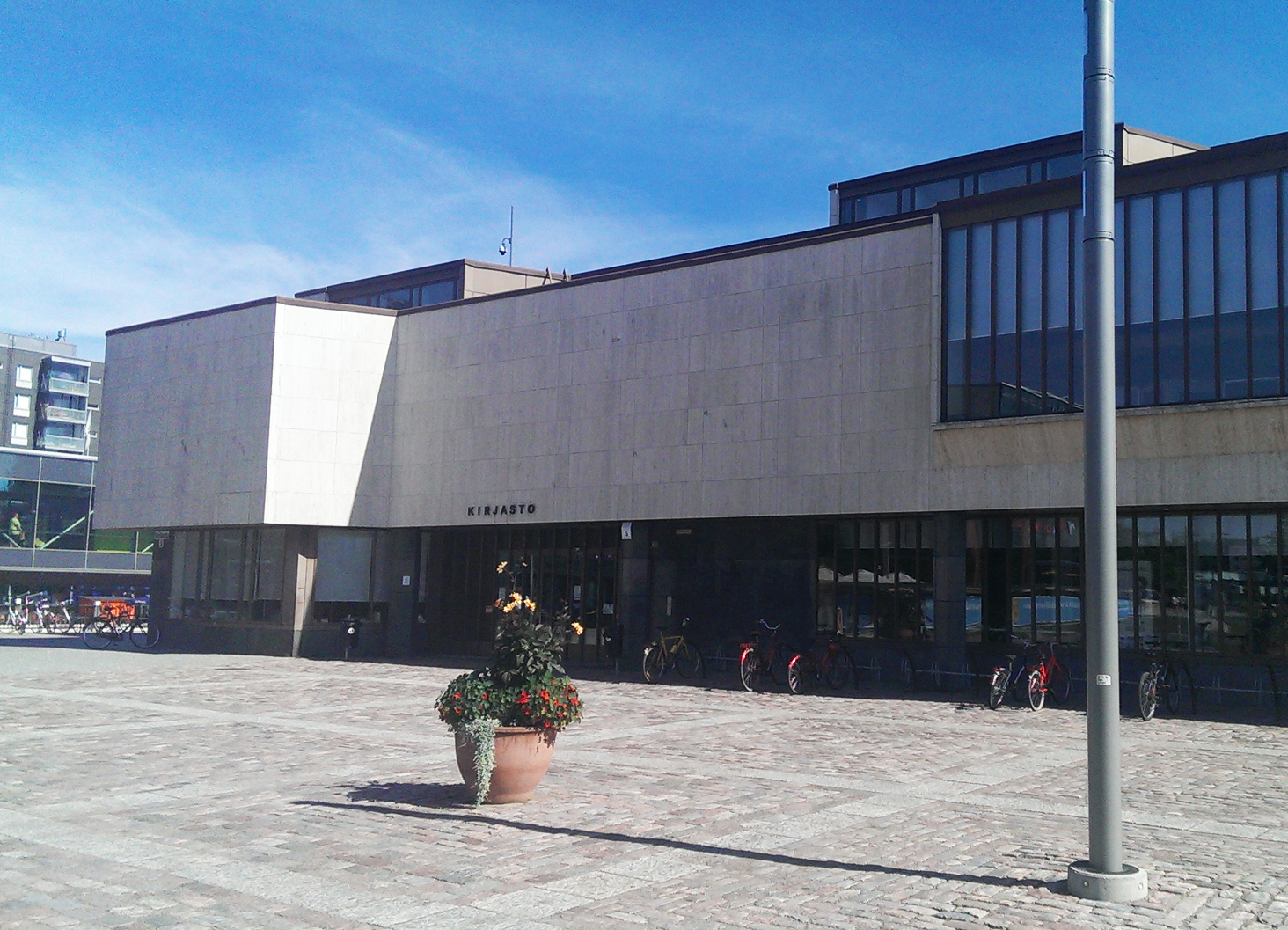
Bibliothèque principale de Hyvinkää.

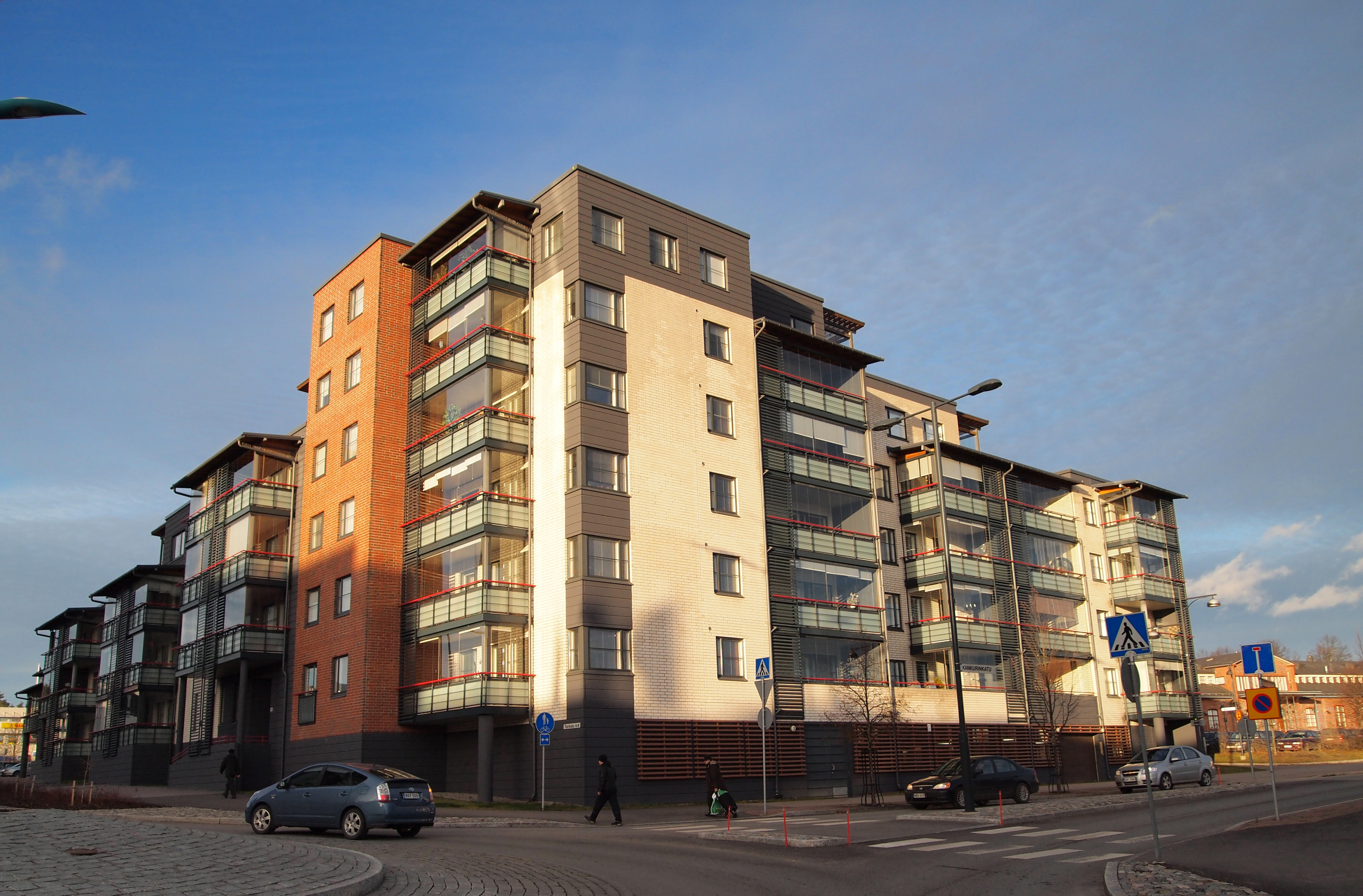
Bâtiments de Torikatu.

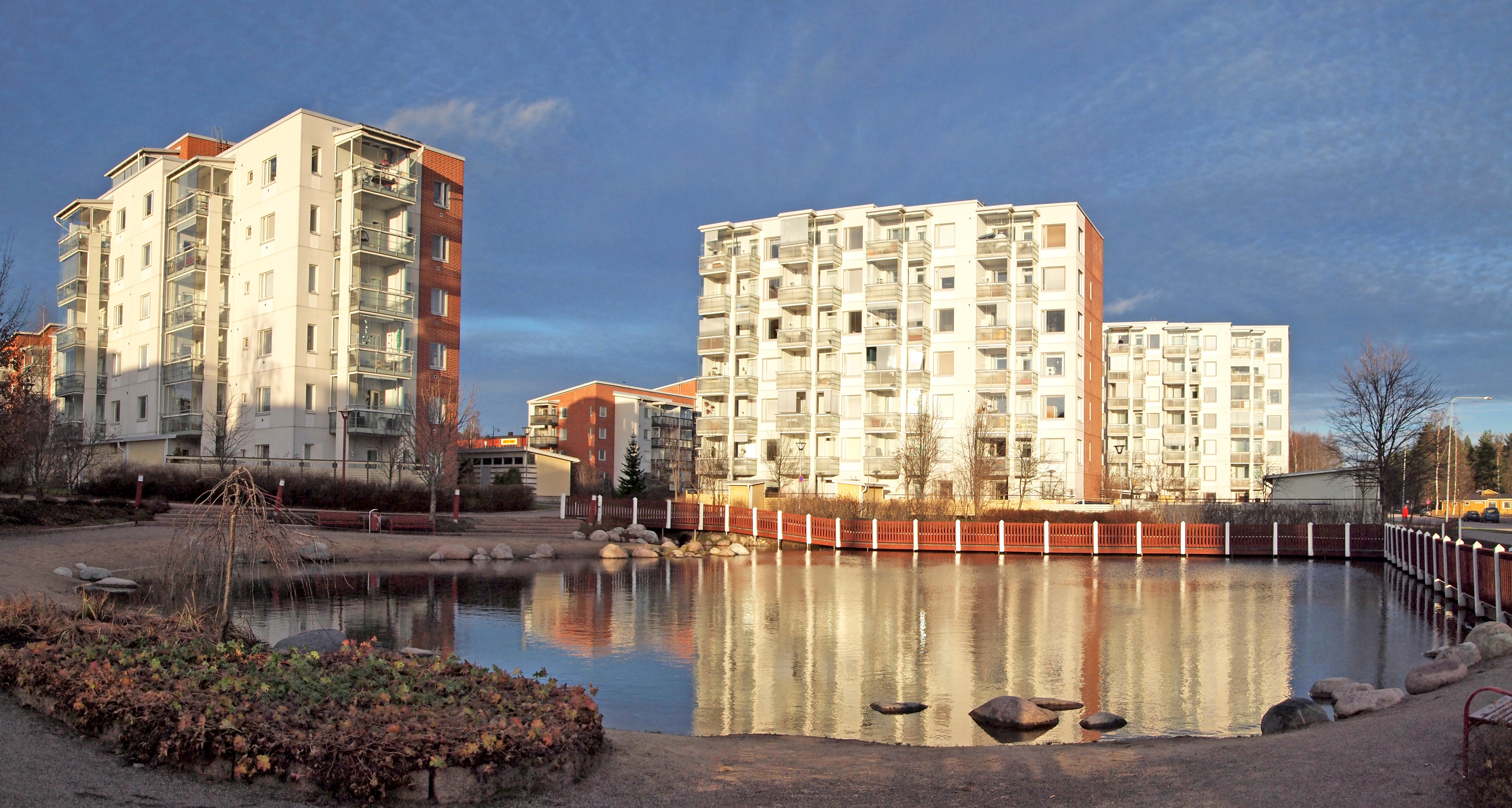
Bâtiments de Suokatu.

Hyvinkää est une ville qui s'est fortement développée après la Seconde Guerre mondiale en raison de l'attraction de la région métropolitaine d'Helsinki.
Hyvinkäänkylä, maintenant situé à quatre kilomètres au sud-ouest du centre-ville, est le plus ancien village habité de la ville et a été mentionné pour la première fois dans des sources documentaires en 1495.
Au fur et à mesure, la population ouvrière de l'agglomération s'est d'abord développée autour des gares et de l'usine de laine (fi), peuplant les quartiers Tehdas, Mustamännistö, Vieremää, Viertola et Puolimatka, dans lesquels ont survécu relativement peu de bâtiments anciens.
Dans les décennies qui ont suivi les guerres d'hiver et de continuation, on a construit, entre autres, les quartiers de Sahanmäki, Kruununpuisto, Rääkänpää et une majeure partie de Parantola, dans les années 1960, la zone d'immeubles résidentiels de Kirjavantolpa, dans les années 1970 Paavola, Talvisilta et Vehkoja, dans les années 1980 Hakala, dans les années 1990 Martti, dans les années 2000 Tapainlinna, Tanssikallio et Kruunumaa ainsi que dans les années 2010 Metsäkalteva, où a été organisé le salon du logement en 2013.
Le quartier le plus récent près du centre-ville est Hangonsilta, qui est situé près de la gare de la ligne Hyvinkää-Hanko et de l'yhdystie 1361.
Hangonsilta abrite, entre autres, Kipinä-talo un nouveau bâtiment du lycée d'Hyvinkää.
Le bâtiment peut-être le plus remarquable d'Hyvinkää, l'église d'Hyvinkää, est l'une des églises modernistes les plus importantes du pays.
Construite en 1961, elle expose sa forme pyramidale caractéristique dans le paysage urbain.
Le plus ancien bâtiment de la municipalité est le bâtiment principal de la ferme Ali-Anttila à Hyvinkäänkylä datant de 1801, et le plus ancien bâtiment du centre-ville est la gare de Hyvinkää bâtie en 1862.
Les anciens bâtiments en bois importants sont la vieille église (1896, Yrjö Sadeniemi), les maisons des cheminots du musée du chemin de fer, la gare de la ligne Hyvinkää-Hanko de 1873 et le bâtiment du cinéma Arena de la rue Siltakadulla datant de 1914.
Dans la partie nord de la commune, l'habitat de la région est présenté par le musée-moulin de Vaivero, dont le bâtiment principal date de 1820.
Du côté Est du pont Hämeensilta, qui enjambe la ligne principale de Finlande, rue Hämeenkatu, sur le terrain appelé Ykköskortteli, se trouve un bâtiment commercial fonctionnaliste construit par Georg Jägerroos pour le grand magasin Ahjo, il abrite de nos jours des restaurants dont le Hopealyhty. Sa tour est de 1957.
À côté du bâtiment se trouvait le premier bâtiment commercial d'Ahjo, conçu dans le style classique en 1924 par Heikki Siikonen et qui a été démoli en 1991 pour laisser place a l'aire de stationnement du grand magasin.
En 2012, l'aire de stationnement est remplacée par une aile hôtelière de style fonctionnaliste.
Sur le côté ouest de la ligne principale, rue Uudenmaankatu, se trouve la place centrale d'Hyvinkää, qui, malgré son nom, n'est pas une place mais un carrefour où ses croisent les voies de circulation venant de six directions différentes.
L'ensemble fonctionnaliste de la place centrale comprend le bâtiment d'Uudenmaankatu 1 construit pour les banques Säästöpanki et Kansallis-Osake-Pankki, l'école de musique d'Hyvinkää et le restaurant McDonald's. À l'opposé de la place se trouve un immeuble d'habitation de 10 étages construit en 1964.
Au milieu de la rue Uudenmaankatu, se trouvent des plusieurs bâtiments commerciaux construits dans les années 1950 et 1960.
Les rues convergentes Hämeenkatu et Uudenmaankatu forment l'artère principale d'Hyvinkää, longue de plusieurs kilomètres, le long ou à proximité de laquelle se trouvent de nombreux services commerciaux les plus importants de la ville,.
Le centre d'Hyvinkää est formé autour de la place de la bibliothèque construite sur le site de l'ancien jardin central de VR.
S'y trouvent le centre commercial Willa (fi) (2012), la Bibliothèque principale dans un bâtiment moderniste (Raimo Valjakka et Ilmo Valjakka, 1968), le bâtiment commercial Jussintori et le musée d'art de Hyvinkää (R. et I Valjakka 1981) ainsi que la place du marché d'Hyvinkää, bordée par la Sampo-talo et l'Hyvinkääsali (1987), le principal lieu culturel de la ville.
Parmi les représentants de l'architecture moderniste d'Hyvinkää il faut citer la piscine de Sveitsi (R. Valjakka, 1969) construite en bordure du parc de Sveitsi (fi).
Les anciennes rues commerçantes d'Hyvinkää, dont beaucoup ont encore des anciens bâtiments commerciaux, sont Hyvinkäänkatu, Siltakatu-Solbonkatu, et Valtakatu.
En bordure de Vaiveronkatu, qui a servi de chemin de promenade entre Parantola et Sveitsi, on peut encore voir deux villas apportées de Terijoki, dont l'une abrite une galerie, nommée  Promenadigalleria de l'association des artistes d'Hyvinkää.
Une grande maison nommée Navire de guerre a aussi été apportée de Terijoki et installée rue Kautonkatu.
Au coin de Siltakatu se trouve l'ancienne usine de chaussures de Rento bâtie en 1929.
Les principaux bâtiments démolis du centre-ville sont l'ancienne mairie construite en 1978 et le bâtiment de l'administration nationale construit en 1955, qui ont été démolis en 2011 pour faire place à un centre commercial,,..
Au centre-ville se trouve aussi la Villatehdas (fi), dont la partie la plus ancienne date de 1896 et dont les locaux ont été transformés en hôtel de ville de Hyvinkää en 2011.
Entouré par le parc Parantolanpuisto, le sanatorium d'Hyvinkää, concu par Lars Sonck en 1906 en style Art nouveau, a été très endommagé par les bombardements de la Seconde Guerre mondiale.
Cependant, la façade du bâtiment conserve des détails Art nouveau et des peintures murales originales à l'intérieur ont pu résister aux épreuves.
Le parc abrite également l'ancien bâtiment en bois du sanatorium et la maison des aides soignants conçue par Lars Sonck.
La résidence d'artistes Humala et Krapula à Hyvinkäänkylä, a hébergé, entre autres, Tyko Sallinen et Jalmari Ruokokoski.
Dans le village de Kytjäjä, dans l'Ouest d'Hyvinkää, se trouve le manoir de Kytäjä (fi) d'importance historique, dont le bâtiment principal est actuellement en très mauvais état.
Concu par Väinö Vähäkallio son architecture est remarquable.
Concue par Väinö Vähäkallio, l'église de Kytäjä est bâtie en 1939.

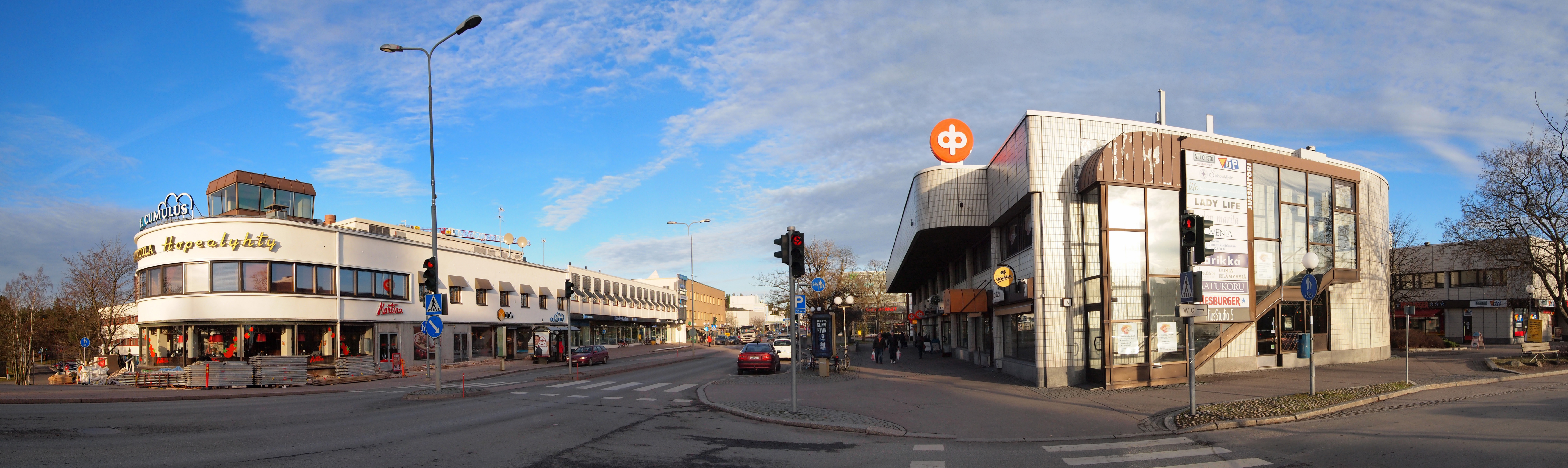
Hämeenkatu au cœur de Hyvinkää : à gauche l'ancien grand magasin Ahjo, à droite le bâtiment commercial Jussintori.

### Autres lieux et monuments
- Patinoire d'Hyvinkää
- Musée municipal (fi)
- Musée d'usine de Valvilla (fi)
- Cimetière de Kytäjä (fi)
- Tremplins de ski de Sveitsi (fi)
- Hôpital d'Hyvinkää
- Cimetière de Rauhannummi (fi)
- Piscine du pont d'Hyvinkää (fi)
- Église orthodoxe d'Hyvinkää (fi)
- Martinhalli
- Ullamäki (fi)
- Kivilamminsuo–Pitkästenjärvet (fi)

## Transports

### Distances
| - Hanko 150 km - Helsinki 55 km | - Hämeenlinna 50 km - Lahti 70 km | - Porvoo 65 km - Riihimäki 15 km | - Tampere 125 km - Turku 170 km |

### Transports routiers
Hyvinkää est traversée par les routes nationales 25 et 3, la seututie 130 et la kantatie 45.
Les compagnies de transport en bus d'Hyvinkää sont Ventoniemi Oy et Hyvinkään Liikenne Oy,.

### Transports ferroviaires
La gare d'Hyvinkää est sur la voie ferroviaire principale de Finlande, sur le tronçon  Helsinki–Riihimäki et sur la voie ferrée Hyvinkää–Karjaa.
Hyvinkää a des liaisons avec Helsinki, Karjaa et par la gare de Riihimäki avec les gares de Tampere, de Lahti et de Kouvola.

## Économie

### Principales entreprises
En 2021, les principales entreprises de Hyvinkää par chiffre d'affaires sont :
| Société                              | C.A.   |
| ------------------------------------ | ------ |
| Kone Industrial Oy, usine ascenseurs | 937 M€ |
| Konecranes Finland Oy                | 783 M€ |
| Hankkija Oy                          | 755 M€ |
| Ahlsell Oy siège                     | 356 M€ |
| Konecranes Global Oy                 | 196 M€ |
| Rexel Finland, centre logistique     | 195 M€ |
| Tibnor Oy                            | 190 M€ |
| Broman Logistics Oy                  | 161 M€ |
| Jatke Uusimaa Oy                     | 142 M€ |
| Reka Kaapeli Oy                      | 97 M€  |

### Principaux employeurs
En 2021, ses plus importants employeurs privés sont:
| Employeur                | Employés |
| ------------------------ | -------- |
| Konecranes Finland Oy    | 1 546    |
| Hankkija Oy              | 949      |
| Kone Industrial Oy       | 613      |
| Ahlsell Oy siège         | 594      |
| Hyria koulutus Oy        | 414      |
| Tibnor Oy                | 371      |
| Konecranes Global Oy     | 338      |
| Rexel Finland - Hyvinkää | 298      |
| Reka Kaapeli Oy          | 237      |
| VMP Hyvinkää             | 212      |

## Démographie
| 1920  | 1930  | 1940   | 1960   | 1970   | 1980   | 1990   | 2005   | 2009   |
| ----- | ----- | ------ | ------ | ------ | ------ | ------ | ------ | ------ |
| 7 641 | 9 133 | 12 222 | 27 109 | 34 282 | 37 297 | 40 665 | 43 859 | 43 859 |

| 2012   | 2015   | 2020   | - | - | - | - | - | - |
| ------ | ------ | ------ | - | - | - | - | - | - |
| 45 598 | 46 509 | 46 612 | - | - | - | - | - | - |

## Politique et administration

### Subdivisions administratives
Hyvinkää est subdivisé en quartiers et en villages:
| Quartier      | Numéro |
| ------------- | ------ |
| Ahdenkallio   | 4      |
| Hakakallio    | 24     |
| Hakala        | 13     |
| Hakalanmäki   | 16     |
| Hyvinkäänkylä | 17     |
| Kallionoppo   | 51     |
| Kapula        | 34     |
| Kaukas        | 25     |
| Kirjavatolppa | 7      |
| Kittelä       | 22     |
| Kruununpuisto | 10     |
| Kuumola       | 20     |
| Kytäjä        | 45     |
| Martinlehto   | 32     |
| Martti        | 15     |
| Metsäkalteva  | 28     |

| Quartier      | Numéro |
| ------------- | ------ |
| Mustamännistö | 3      |
| Mäkivehkoja   | 14     |
| Nummenkärki   | 18     |
| Nummenmäki    | 41     |
| Paavola       | 11     |
| Parantola     | 2      |
| Sahanmäki     | 9      |
| Sveitsi       | 8      |
| Takoja        | 35     |
| Tanssikallio  | 31     |
| Tapainlinna   | 33     |
| Tehdas        | 5      |
| Vanhamylly    | 19     |
| Vehkoja       | 12     |
| Vieremä       | 1      |
| Viertola      | 6      |

| Village       | Numéro |
| ------------- | ------ |
| Arolampi      | 401    |
| Erkylä        | 402    |
| Hyvinkäänkylä | 403    |
| Kellokoski    | 404    |
| Kytäjärvi     | 405    |
| Nukari        | 406    |
| Ohkola        | 407    |
| Ridasjärvi    | 408    |
| Selänoja      | 409    |

### Élections municipales
| Répartition des sièges municipaux |        |        |           |        |        |        |        |        |        |        |        |           |
| voix | sièges | sièges | sièges    | sièges | sièges | sièges | sièges | sièges | sièges | sièges | sièges | % votants |
| voix | SDP    | Kok.   | SKDL Vas. | Kesk.  | LKP    | SKL KD | Vihr.  | RKP    | SMP PS | SE     | autres | % votants |
| 1976 | 17     | 12     | 12        | 3      | 5      | 2      |        | –      | –      |        | –      | 76,0%     |
| 1980 | 17     | 14     | 12        | 3      | 3      | 2      |        | –      | –      |        |        | 76,2%     |
| 1984 | 17     | 13     | 5         | 4      |        | 3      | 4a     | 1      | 2      |        | 2b     | 70,3%     |
| 1988 | 17     | 14     | 7         | 4      |        | 1      | 2      | 1      | –      |        | 5c     | 65,1%     |
| 1992 | 19     | 10     | 6         | 3      |        |        | 3a     |        |        |        | 10d    | 69,9%     |
| 1996 | 17     | 13     | 5         | 5      |        | 2      | 2      | 1      |        | 6      | –      | 56,0%     |
| 2000 | 15     | 10     | 5         | 5      |        | 2      | 4      | 1      |        | 8      | 1re    | 49,6%     |
| 2004 | 15     | 12     | 5         | 6      |        | 3      | 5      | –      | –      | 5      | –      | 53,9%     |
| 2008 | 13     | 16     | 5         | 6      |        | 1      | 5      | –      | 3      | 2      | –      | 55,6%     |
| 2012 | 13     | 15     | 5         | 4      |        | 2      | 5      | –      | 7      |        | –      | 51,7%     |
| 2017 | 14     | 13     | 4         | 4      |        | 3      | 7      | –      | 6      |        | –      | 54,5%     |
| a Liste commune des verts d'Hyvinkää b Liste commune des communistes et démocrates d'Hyvinkää c Liste commune des indépendants et libéraux (3), Alternative démocratique (1), SEP (1) d Liste commune pour une économie municipale saine e Parti de la réforme |        |        |           |        |        |        |        |        |        |        |        |           |
| Source : Tilastokeskus et Ministère de la Justice |        |        |           |        |        |        |        |        |        |        |        |           |

## Personnalités liées à la commune
- Kari Myyryläinen (né en 1963), coureur cycliste
- Sami Helenius (né en 1974), joueur professionnel de hockey sur glace
- Leena Meri (née en 1968), députée
- Wille Mäkelä (né en 1974), curleur
- Kalle Kiiskinen (né en 1975), curleur
- Petteri Wirtanen (né en 1986), joueur professionnel de hockey sur glace
- Lauri Tukonen (né en 1986), joueur professionnel de hockey sur glace
- Peetu Piiroinen (né en 1988), snowboardeur
- Petja Piiroinen (né en 1991), snowboardeur
- Jani Laine, musicien Black metal et organisateur du festival néonazi Open Air Steelfest[62]

## Jumelage
| Ville | Ville                                | Pays | Pays      | Période     |
| ----- | ------------------------------------ | ---- | --------- | ----------- |
|       | arrondissement de Hersfeld-Rotenburg |      | Allemagne | depuis 1970 |
|       | Eigersund                            |      | Norvège   | depuis 1950 |
|       | Kecskemét                            |      | Hongrie   | depuis 1986 |
|       | Kostroma                             |      | Russie    | depuis 1973 |
|       | Kunshan                              |      | Chine     | depuis 2008 |
|       | Motala                               |      | Suède     | depuis 1951 |

## Galerie

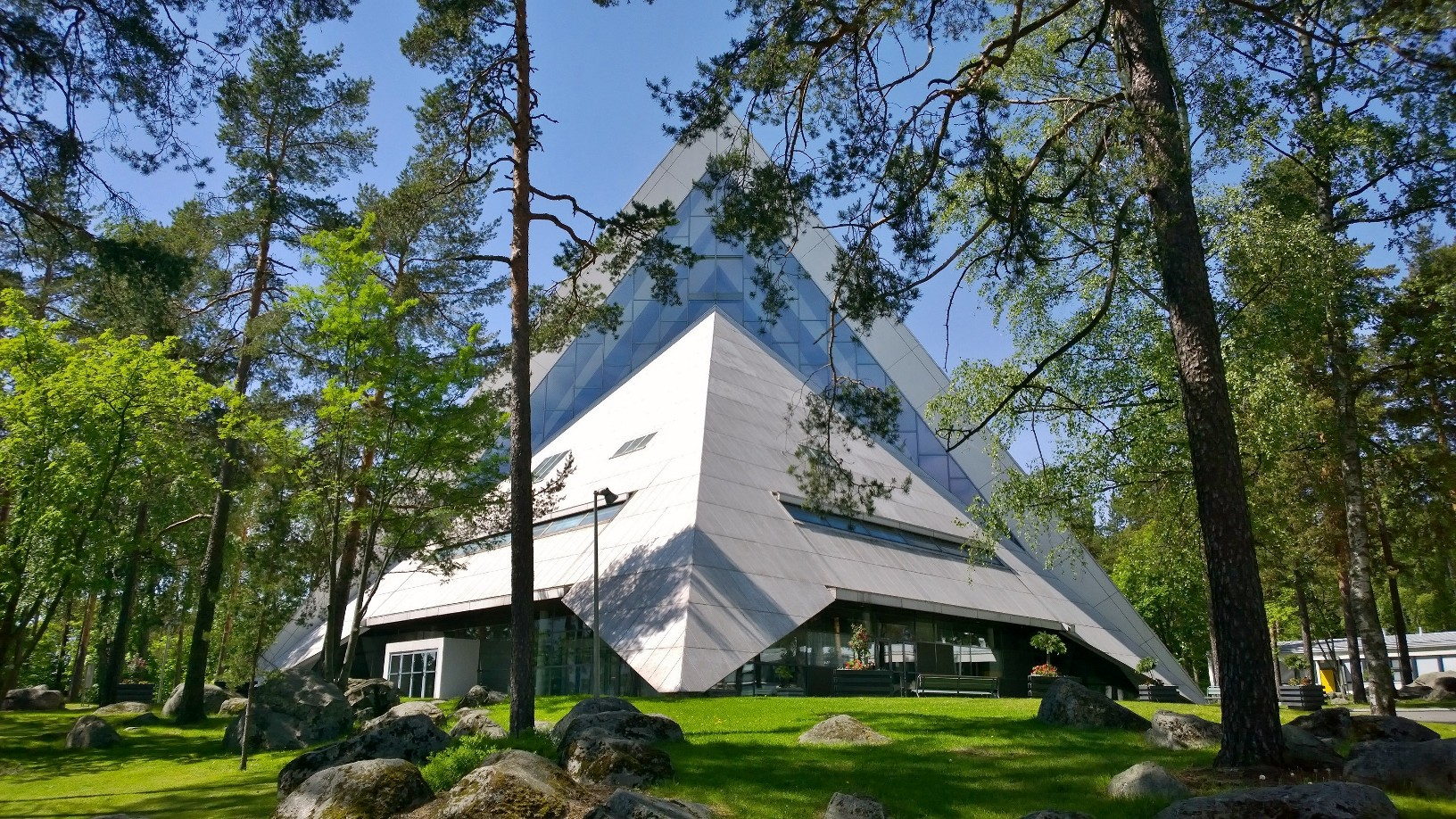
Église d'Hyvinkää
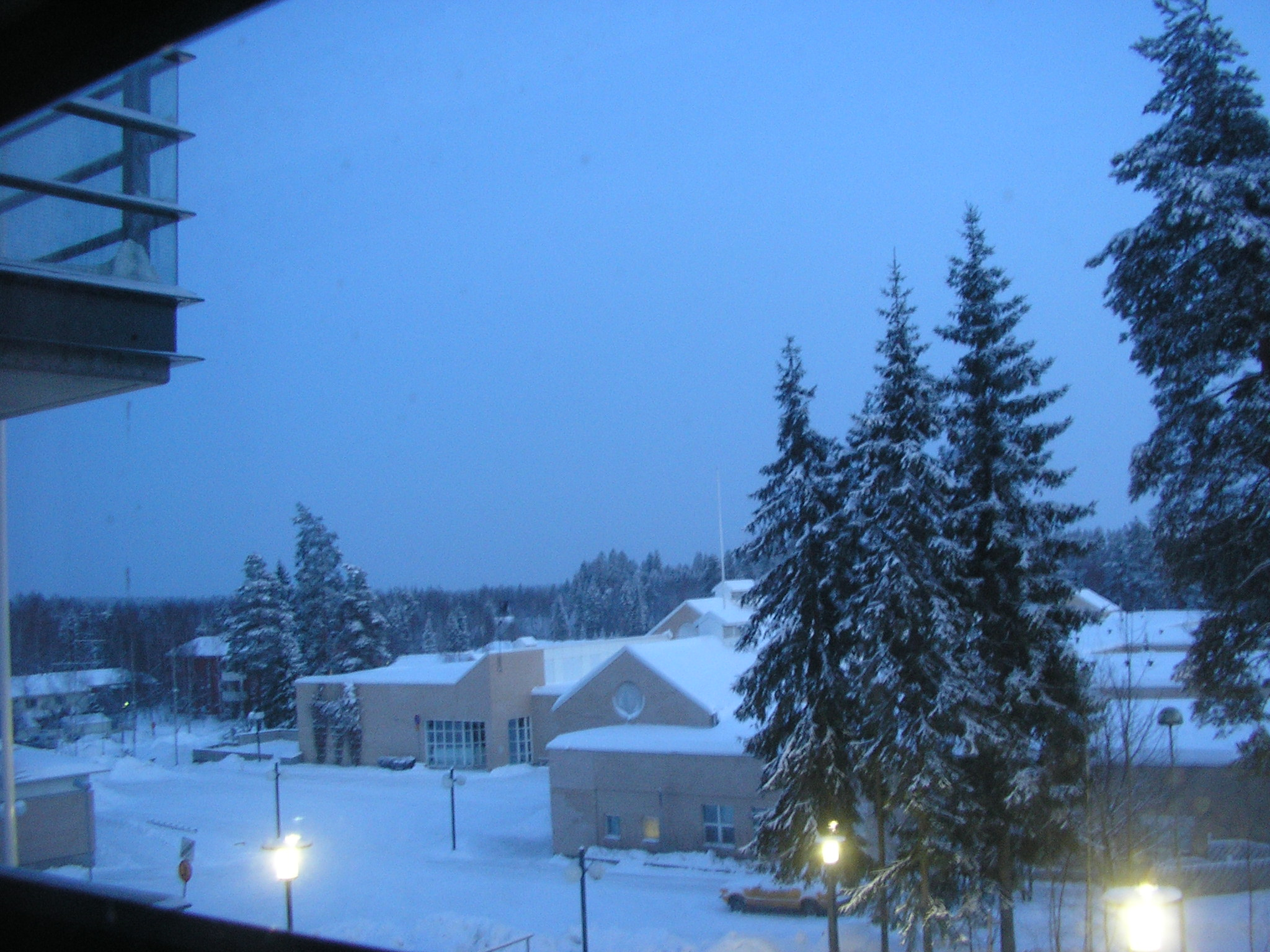
Hakala-talo
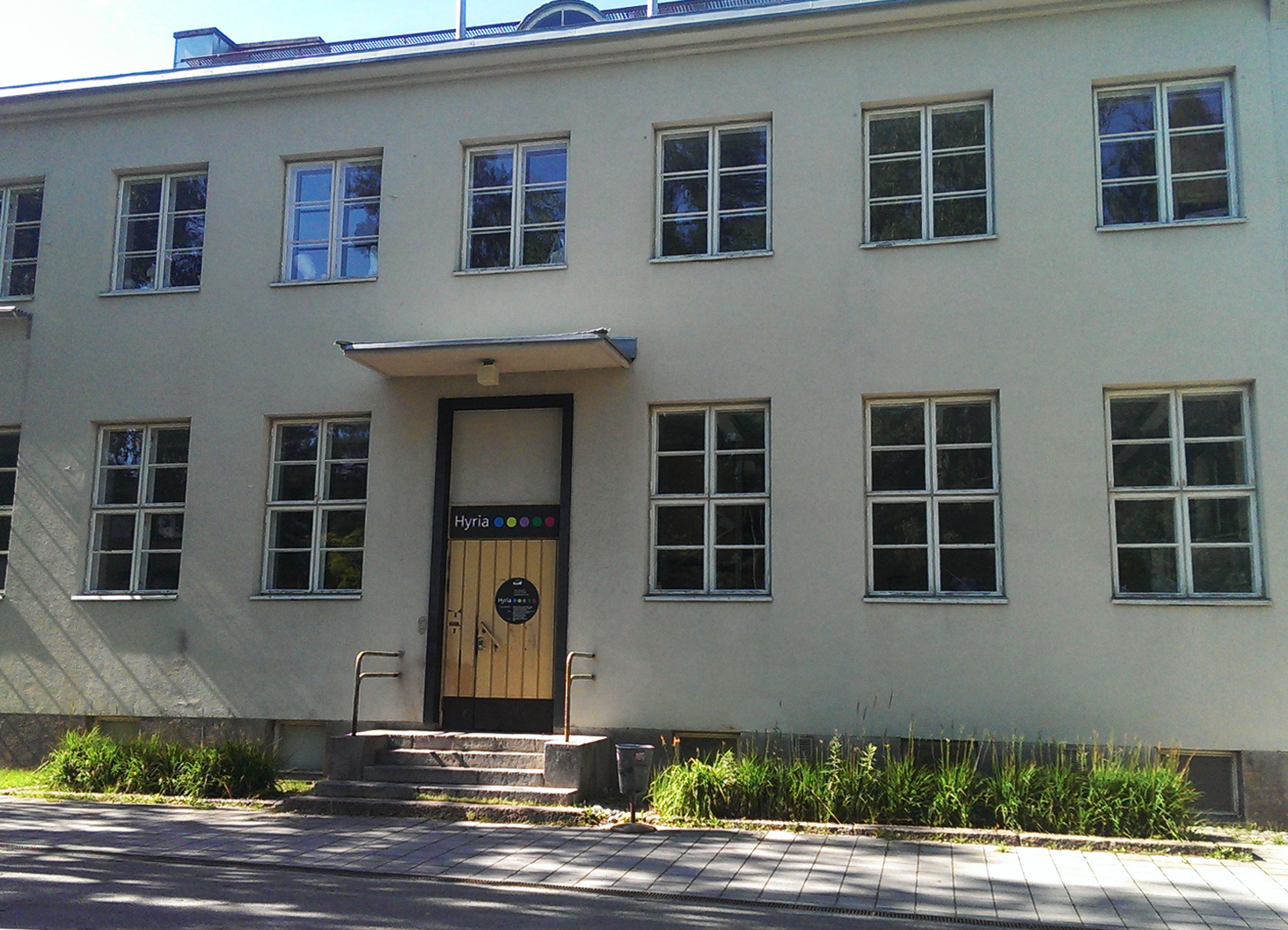
École d'arts
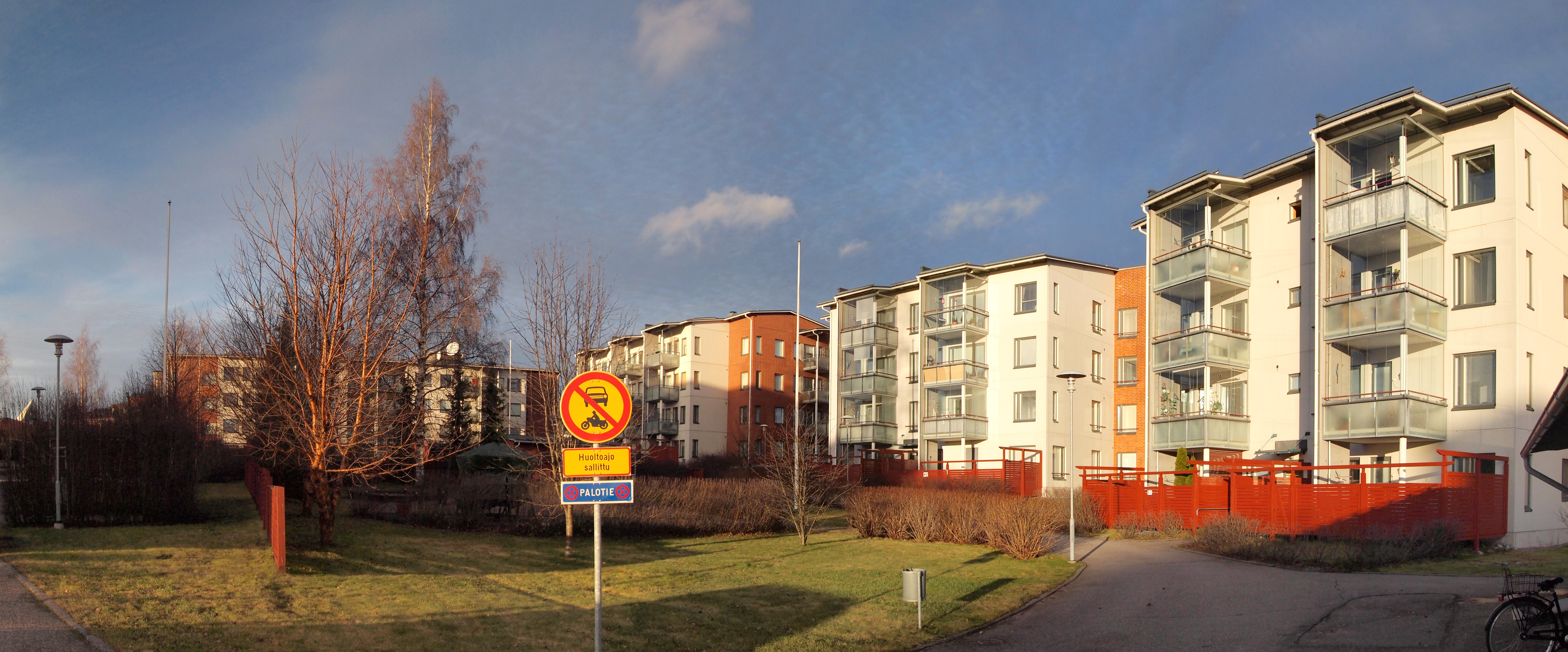
Immeubles
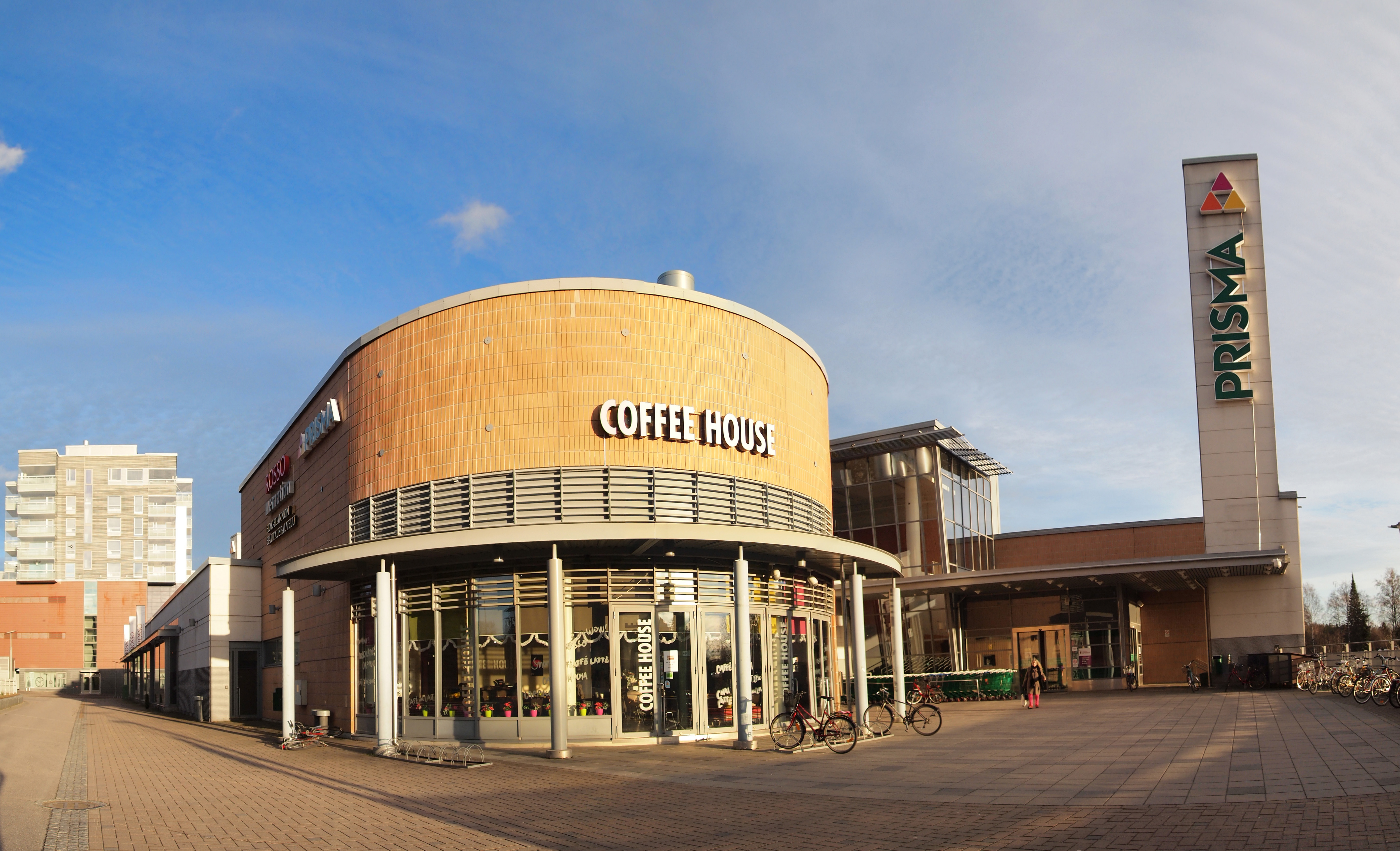
Café.
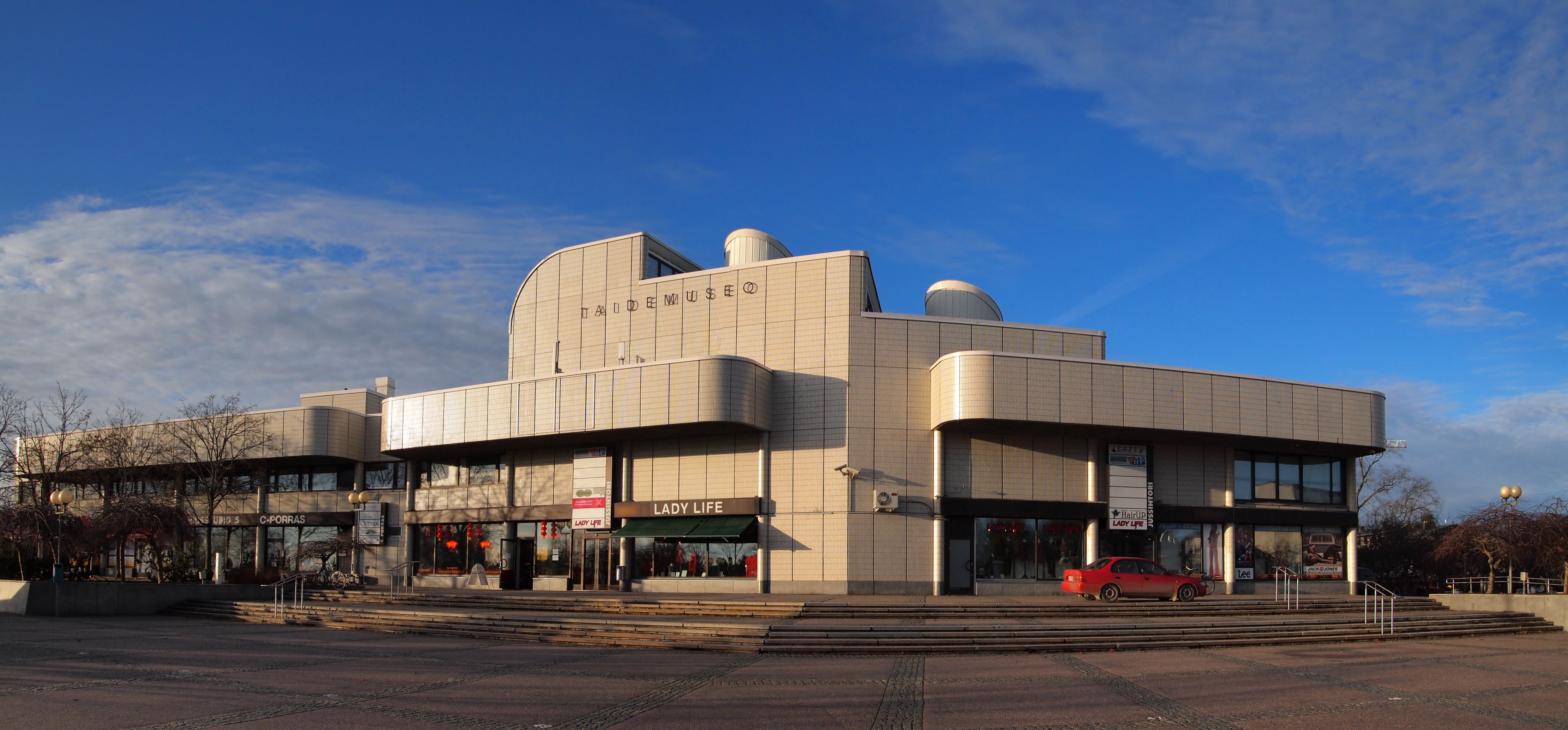
Musée d'art de Hyvinkää.
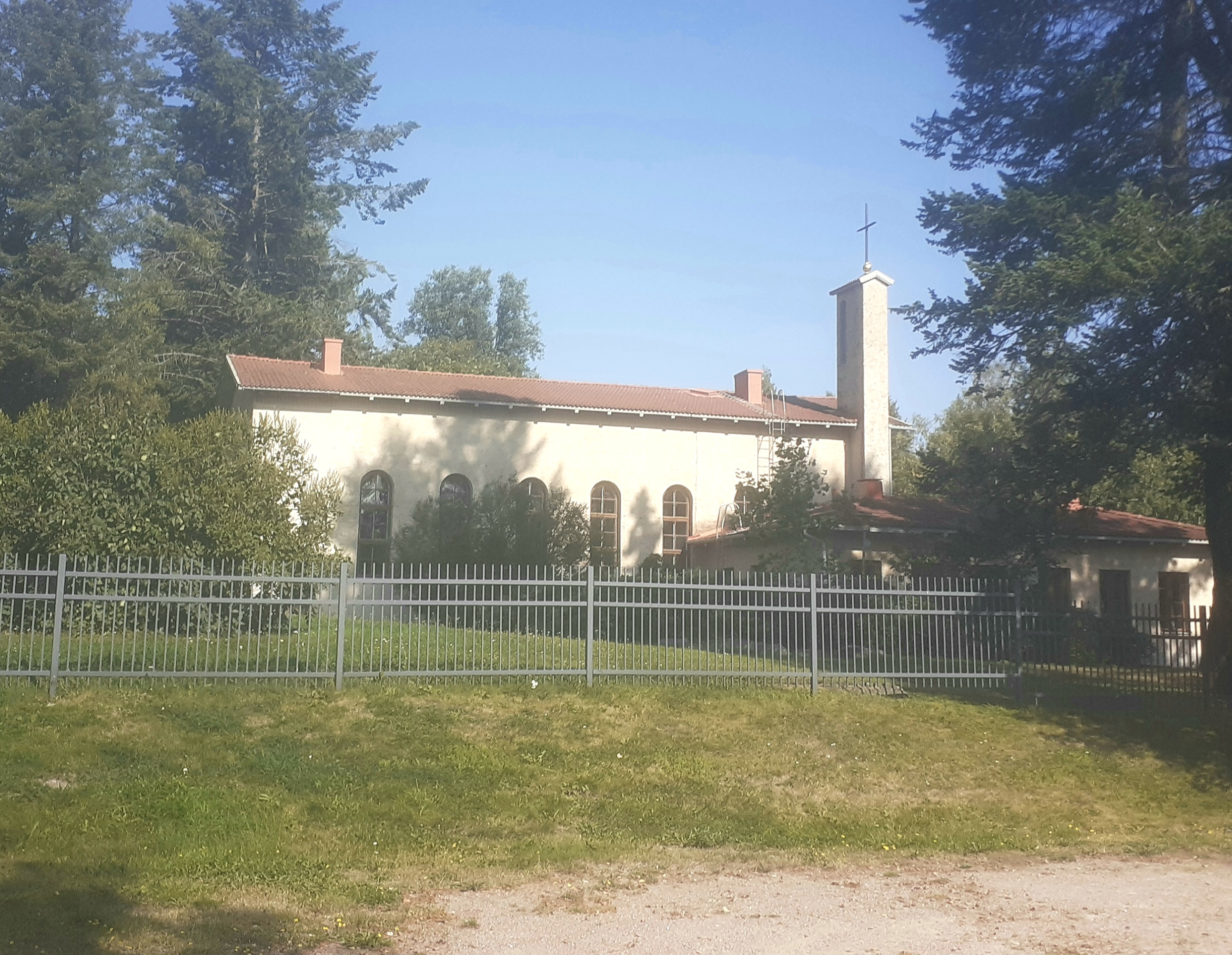
Église de Kytäjä.